# Castillo de Tunbyholm
El Castillo de Tunbyholm (en sueco: Tunbyholms slott) es una mansión en el municipio de Tomelilla en Escania, Suecia.
La instalación consiste de un edificio de dos plantas con fachadas amarillas, pilastras blancas y marcos de ventanas así como dos alas independientes con pisos cuadrados, techo a dos aguas y un frontón de coronación en la sección central. La apariencia actual es el resultado de una restauración clásica en la década de 1830.